# Guillaume Peyraut
Guillaume Peyraut, parfois écrit Perrault, Peyraud ou Perrauld, et souvent latinisé en Guillelmus Peraldus, est un frère dominicain du XIIIe siècle, connu pour ses ouvrages théologiques dans l'esprit de Thomas d'Aquin.

## Biographie
Né à Peyraud probablement à la fin du XIIe siècle, il entre dans les ordres au couvent dominicain de Lyon. Sa culture impressionnante et le haut niveau académique de ses œuvres semblent indiquer des études à la Sorbonne. Durant l'épiscopat de Philippe Ier de Savoie, très absent en raison de la multiplicité de ses charges, Guillaume Peyraut est chargé d'administrer le diocèse ; cela lui vaut dans la Gallia Christiana d'être appelé coévêque, bien qu'il ne semble pas avoir reçu d'onction épiscopale.
On sait globalement peu de choses de sa vie, sinon qu'il était admiré par ses contemporains, et que ses ouvrages ont eu une grande estime de son temps et jusqu'au XVIe siècle, où il est encore loué par Trithème.

Il meurt en 1271 à Lyon, ayant acquis par ses ouvrages théologiques une certaine renommée.

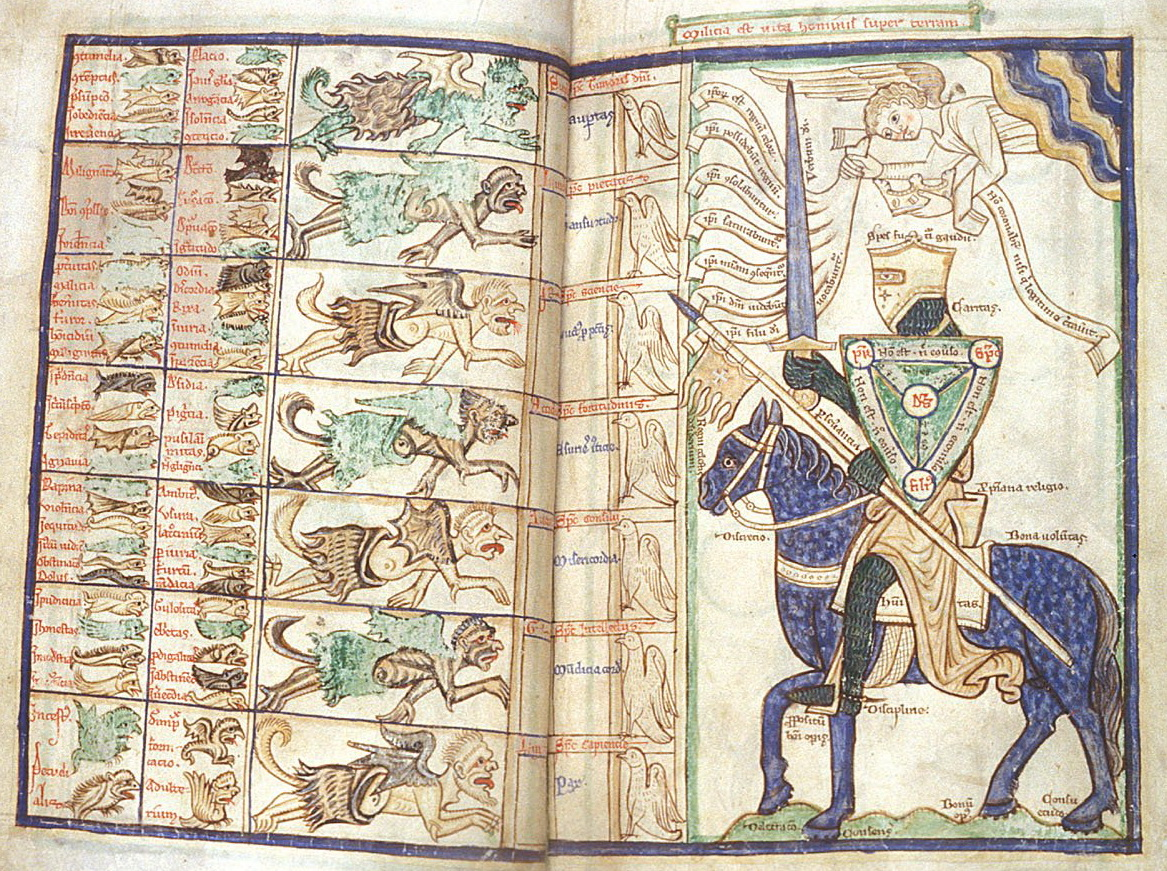
Une des illustrations de son traité sur les vices (Summa de Vitiis), montre un chevalier armé du Scutum Fidei, combattant les Sept Péchés Capitaux. Illustration des années 1260.

## Œuvres
Son ouvrage principal est la Summa de Vitiis, ou Traité sur les Vices, écrite vers 1236-39, qui, associée à une Summa de Virtutibus ou Traité sur les Vertus publiée vers 1249, a contribué à établir sa réputation.
On lui connaît cependant d'autres écrits, parmi lesquels :
- De Professione Monachorum, vers 1260,
- Liber Eruditionis Religiosorum, début des années 1260, traité de vie monastique,
- De Eruditione Principum, traduit en français sous le nom Enseignement des Princes, vers 1265. Il s'agit d'un miroir des princes, qui emprunte en partie à Vincent de Beauvais ; son attribution à Guillaume Peyraut fait encore débat de nos jours[6],[7].
- Deux séries de Sermons, de la deuxième moité des années 1250.